# Sphaeriodiscus bourgeti
Sphaeriodiscus bourgeti är en sjöstjärneart som först beskrevs av Perrier 1885.  Sphaeriodiscus bourgeti ingår i släktet Sphaeriodiscus och familjen ledsjöstjärnor. Inga underarter finns listade i Catalogue of Life.